# Naturschutzgebiet Agger-Tal
Das Naturschutzgebiet Agger-Tal ist ein 3,78 ha großes Naturschutzgebiet (NSG) südwestlich vom Schloss Badinghagen im Stadtgebiet von Meinerzhagen im Märkischen Kreis in Nordrhein-Westfalen. Das NSG wurde 2001 vom Kreistag des Märkischen Kreises mit dem Landschaftsplan Nr. 6 Meinerzhagen ausgewiesen. Im Süden reicht es bis zur Stadtgrenze zur Gemeinde Bergneustadt bzw. zum Regierungsbezirk Köln.

## Gebietsbeschreibung
Bei dem NSG handelt es sich um das Wiesental der mäandrierenden Agger mit Flussaue. In der Aue liegen Grünland und Wald. Teilweise befindet sich Nass- und Feuchtgrünland im NSG. Das Grünland ist teilweise brach gefallen.

## Schutzzweck
Das Naturschutzgebiet wurde zur Erhaltung und Entwicklung des Tals und als Lebensraum gefährdeter Tier- und Pflanzenarten ausgewiesen. Wie bei anderen Naturschutzgebieten in Deutschland wurde in der Schutzausweisung darauf hingewiesen, dass das Gebiet „wegen der landschaftlichen Schönheit und Einzigartigkeit“ zum Naturschutzgebiet wurde.